# Protachilus rex
Protachilus rex är en insektsart som beskrevs av Ronald Gordon Fennah 1944. Protachilus rex ingår i släktet Protachilus och familjen Dictyopharidae. Inga underarter finns listade i Catalogue of Life.